# 983 Gunila
983 Gunila је астероид главног астероидног појаса са пречником од приближно 73,87 .
Афел астероида је на удаљености од 3,462 астрономских јединица (АЈ) од Сунца, а перихел на 2,855 АЈ. 
Ексцентрицитет орбите износи 0,096, инклинација (нагиб) орбите у односу на раван еклиптике 14,871 степени, а орбитални период износи 2050,959 дана (5,615 година). 
Апсолутна магнитуда астероида је 9,58 а геометријски албедо 0,047.
Астероид је откривен 30. јула 1922. године.